# 제9행성

제9행성의 반지름은 해왕성과 비슷할 것으로 추측된다.

제9행성(第 九行星, Planet Nine)은 태양계 바깥쪽에 있을 것으로 추정되는 거대 행성으로 2016년 1월 그 존재를 주장하는 가설이 발표되었다. 이 가설은 해왕성 바깥 천체(TNOs)가 보여주는 비정상적인 공전 궤도 형태를 설명하기 위해 제기되었다. 2020년 7월 피직스 리뷰에서 이 9행성이 작은 블랙홀이 아닌가 하는 가설이 나오기도 했다.

## 발견 및 역사
2016년 1월 20일 미국 캘리포니아 공과대학교 마이클 브라운과 콘스탄틴 바티긴 교수는 천문학 저널에 명왕성 너머에 아홉 번째 행성이 존재한다는 증거를 찾아냈다고 발표했다. 그들은 관측된 여섯 개 작은 천체가 같은 각도로 타원 궤도를 그리며 태양을 돌고 있었으며, 이런 일이 발생할 확률은 14,000 분의 1에 불과한데, 이는 행성 규모 천체가 이들에 영향을 끼치고 있는 증거라고 주장했다. 이 가설을 제시한 마이클 브라운은 2006년 명왕성이 행성의 지위를 잃는 데 주도적 역할을 했다.

## 특징

### 궤도
제9 행성의 공전 궤도는 타원형이며 그 주기는 1만 ~ 2만 년이다. 태양으로부터의 평균 거리는 약 700 천문단위로 태양 ~ 해왕성 거리의 20배에 이른다. 그러나 궤도가 크게 찌그러져 있기 때문에 태양에 가장 가까이 접근할 때에는 200 천문단위, 가장 멀 때에는 1200 천문단위까지 물러난다. 궤도경사각은 30 (± 20)도로 추정된다.

### 질량 및 반지름
이 행성의 질량은 지구의 10배, 반지름은 2~4배로 보인다. 2009년 광역 적외선 탐사 위성으로 실시한 적외선 관측 결과 700 천문단위 너머에 해왕성 정도 덩치의 행성이 있을 가능성이 없지 않다는 결과가 나왔다. 2014년 유사한 연구에서는 26,000 천문단위 이내에 목성 급(지구 질량의 318배) 행성은 없다는 결과를 얻었다.

### 구성물질
마이클 브라운은 제9행성이 천왕성 및 해왕성과 비슷한 얼음 가스행성일 것으로 추정했다. 이 두 행성은 목성이나 토성에 비해 최외곽 가스층의 두께가 얇고 그 아래에 암석과 얼음이 섞인 층 구조가 있다.

## 이름
브라운과 바티긴은 최초 논문에서 이 천체의 이름을 '흔드는 존재'(perturber)로 이름 붙였고 이후 언론보도 석상에서 제9 행성(Planet Nine, 플래닛 나인)이라는 이름을 붙였다. 비공식적으로는 '뚱보'(Fatty)로도 불렀다. 브라운은 더 애틀랜틱과의 인터뷰에서 '제9행성'은 임시로 붙인 이름으로 이 행성의 실체가 드러나고 구체적으로 관측이 되면 로마 신화에 나오는 신들의 이름 중 하나를 받게 될 것이라고 말했다. 존재가 검증되면 국제천문연맹은 최초 발견자가 제시한 이름에 우선권을 부여하여 이를 검토한 뒤 정식명칭으로서 공식 발표하게 된다.

## 같이 보기
- 명왕성